# Sylvie Datty-Ngonga
Sylvie Datty-Ngonga Tara-Agoue (auch: Tara Ngonga, * 30. Mai 1988 in Bégoua) ist eine ehemalige zentralafrikanische Ringerin.

## Sport
Sylvie Datty-Ngonga nahm an den Olympischen Spielen 2012 in London teil. Sie kam auf Rang 20. Außerdem trat sie bei den Weltmeisterschaften 2011, sowie den Afrikameisterschaften 2009, 2011, 2012 und 2013 an.